# Onder de rook van ...
'Onder de rook van' is een uitdrukking die betekent dat een klein plaatsje in de buurt ligt van een grote plaats. Deze relatering is geografisch gemakkelijker uit te leggen. Deze uitdrukking is ontleend aan het gegeven dat in een stad meer rook is dan in een dorp. Zij kan zowel letterlijk als figuurlijk genomen worden. Bijvoorbeeld bij Schandelen ('onder de rook van de koeltorens van de mijnen') en Pernis ('onder de rook van Rotterdam').
De oudste vermelding van deze uitdrukking in het Woordenboek der Nederlandsche Taal komt uit het door François Valentijn geschreven magnum opus Oud en Nieuw Oost-Indiën (1726):

Het Eiland Onrust, drie mylen van Batavia gelegen, en aldus als onder den rook van deze stad, (...)
— François Valentijn (1724 - 1726)